# Præsidentvalget i Rusland 2024
Præsidentvalget i Rusland 2024 varede fra 15.til 17. marts 2024. Det var første gang, at et russisk præsidentvalg har varet i tre dage.
Der stillede fire kandidater op til præsidentvalget, hvor 114.212.734 russiske statsborgere har stemmeret, heraf ca. 1,9  mio. udlandsrussere og ifølge EU over 6 mio. indbyggere i de russiskbesatte dele af Ukraine. Der kunne stemmes 93.920 steder, hvoraf  269 steder lå i udlandet. Rusland regnede dog ikke dem i de russiskbesatte dele af Ukraine som beliggende i udlandet. Alle fire kandidater støttede Ruslands invasion af Ukraine 2022, eftersom kritikere ikke fik lov til at deltage. Heriblandt Boris Nadezjdin (en), der er modstander af krigen.
Udover den siddende præsident, Vladimir Putin stillede parlamentets næstformand Vladislav Davankov (en), leder af et regeringsloyalt og ultranationalistisk parti, Leonid Slutskyj (en) og kommunisten Nikolaj Kharitonov (en) op til valget.

## Protest
Den afdøde oppositionspolitiker Aleksej Navalnyjs hustru, Julija Navalnaja, opfordrede til, at man viste sin protest ved at gå til stemmestederne på samme tid, nemlig 17. marts kl. 12. Hun foreslog også, at man kunne stemme på andre kandidater, udlade at stemme, eller at rive stemmesedlen over. Logikken var, at myndighederne ikke tillader protester, men næppe kunne gøre noget, når folk kommer for at gøre, hvad de er blevet bedt om - nemlig at stemme.
| „ | Vi skal bruge valgdagen til at vise, at vi eksisterer, og at der er mange af os. Vi er ægte, levende mennesker, og vi er imod Putin. I er nødt til at komme til stemmestederne på den samme dag og på det samme tidspunkt – 17. marts klokken 12. | “ |
|   | — Julija Navalnaja |   |